# Suiza en los Juegos Olímpicos de Albertville 1992
Suiza estuvo representada en los Juegos Olímpicos de Albertville 1992 por un total de 74 deportistas que compitieron en 8 deportes.  
La portadora de la bandera en la ceremonia de apertura fue la esquiadora Vreni Schneider.

## Medallistas
El equipo olímpico suizo obtuvo las siguientes medallas:
| Nombre                                                      | Deporte      | Competición |
| ----------------------------------------------------------- | ------------ | ----------- |
| Oro                                                         |              |             |
| Gustav Weder Donat Acklin                                   | Bobsleigh    | Doble M     |
| Plata                                                       |              |             |
| —                                                           |              |             |
| Bronce                                                      |              |             |
| Gustav Weder Donat Acklin Lorenz Schindelholz Curdin Morell | Bobsleigh    | Cuádruple M |
| Steve Locher                                                | Esquí alpino | Combinada M |